# Louis-Pierre Lemonnier
Pour les articles homonymes, voir Lemonnier.
Louis-Pierre Lemonnier était un entrepreneur en bâtiment français actif à Paris au XVIIIe siècle qui travailla pour la maison de Condé.

## Biographie
Lemonnier travailla comme entrepreneur au service du prince de Condé. On le trouve, de concert avec Claude-Martin Goupy, mandataire de ce prince dans la transaction ayant conduit à l'acquisition en 1776 du petit hôtel de Conti, no 16 rue Saint-Dominique dans le cadre des opérations aux abords du Palais Bourbon (percement de la partie nord de la rue de Bourgogne et création de la place du Palais-Bourbon). Il serait décédé dans les jours précédant le   29 avril 1793,  rue Garancière dans une maison communiquant avec le 4, rue de Tournon . 

## Réalisations et principaux projets
- Maison Roger de Beaulieu, angle de la rue d'Anjou-Saint-Germain et du cul-de-sac de Nevers, Paris, 1767.
- Hôtel de Cassini, no 32 rue de Babylone, Paris (7e arrondissement), 1768-1769 : Construit par Lemonnier sur les plans de Claude Billard de Bélisard, architecte du prince de Condé.
- Immeubles nos  2-4, rue de Tournon, Paris (6e arrondissement), 1778-1785 : « L'ordonnance extérieure de ces deux maisons, séparées par une cour commune, et le décor intérieur du 4 ont été étudiés de main de maître. L'architecte a sans doute été Billard de Bélisard »[1].

### Sources
- Michel Gallet, Les Architectes parisiens du XVIIIe siècle : Dictionnaire biographique et critique, Paris, Éditions Mengès, 1995, 494 p. (ISBN 2-8562-0370-1), p. 330